# Trichospermella pulchella
Trichospermella pulchella är en svampart som beskrevs av Speg. 1912. Trichospermella pulchella ingår i släktet Trichospermella, divisionen sporsäcksvampar och riket svampar.   Inga underarter finns listade i Catalogue of Life.